# الجین (آیووا)
الجین (به انگلیسی: Elgin) شهری در ایالت آیووا کشور ایالات متحده آمریکا است که جمعیت آن در سرشماری سال ۲۰۱۰ میلادی، ۶۸۳ نفر بوده‌است.